# كوستانتينوس لامبرو
كوستانتينوس لامبرو (باليونانية: Κώστας Λάμπρου)‏ (18 سبتمبر 1991 بأثينا في اليونان - ) هو لاعب كرة قدم يوناني في مركز حراسة المرمى. شارك مع منتخب اليونان تحت 17 سنة لكرة القدم ومنتخب اليونان تحت 19 سنة لكرة القدم ومنتخب اليونان تحت 21 سنة لكرة القدم. أما مع النوادي، فقد لعب مع فاينورد وفيلم تو تيلبورغ ونادي إكسلسيور.

## وصلات خارجية
- كوستانتينوس لامبرو على موقع الاتحاد الأوربي (الإنجليزية)
- كوستانتينوس لامبرو على موقع إي إس بي إن إف سي (الإنجليزية)
- كوستانتينوس لامبرو على موقع قاعدة بيانات كرة القدم.إي يو (الإنجليزية)
- كوستانتينوس لامبرو على موقع Soccerbase.com (لاعب) (الإنجليزية)
- كوستانتينوس لامبرو على موقع Soccerway.com (الإنجليزية)
- كوستانتينوس لامبرو على موقع عالم كرة القدم.نت (الإنجليزية)
- كوستانتينوس لامبرو على موقع AS.com (الإسبانية)